# 安东尼·乔
安东尼·乔（英語：Anthony Joe，1996年4月2日—），澳洲男子羽毛球運動員。

## 簡歷
2015年10月，安东尼·乔出戰新喀里多尼亞羽毛球國際賽，與羅必勝合作赢得男子雙打比賽冠軍。

## 主要比賽成績
只列出曾進入準決賽的國際賽事成績：
| 年份   | 賽事                         | 公開賽級別 | 項目     | 拍檔    | 成績   |
| ------ | ---------------------------- | ---------- | -------- | ------- | ------ |
| 2015年 | 大洋洲羽毛球錦標賽           | 其他       | 男子雙打 | 羅必勝  | 季軍   |
| 2015年 | 奧克蘭羽毛球國際賽           | 國際系列賽 | 男子雙打 | 羅必勝  | 準決賽 |
| 2015年 | 新喀里多尼亞羽毛球國際賽     | 國際系列賽 | 男子雙打 | 羅必勝  | 冠軍   |
| 2016年 | 大洋洲羽毛球混合團體錦標賽   | 其他       | 混合團體 | －      | 冠軍   |
| 2016年 | 大洋洲羽毛球男女子團體錦標賽 | 其他       | 男子團體 | －      | 亞軍   |
| 2016年 | 大溪地羽毛球國際挑戰賽       | 國際挑戰賽 | 混合雙打 | Joy Lai | 準決賽 |
| 2016年 | 大洋洲羽毛球錦標賽           | 其他       | 男子單打 | －      | 季軍   |
| 2016年 | 大洋洲羽毛球錦標賽           | 其他       | 男子雙打 | 羅必勝  | 季軍   |
| 2016年 | 大洋洲羽毛球錦標賽           | 其他       | 混合雙打 | Joy Lai | 亞軍   |
| 2017年 | 努美阿羽毛球國際賽           | 國際系列賽 | 男子單打 | －      | 準決賽 |
| 2018年 | 大洋洲羽毛球男女子團體錦標賽 | 其他       | 男子團體 | －      | 冠軍   |
| 2019年 | 大洋洲羽毛球混合團體錦標賽   | 其他       | 混合團體 | －      | 冠軍   |
| 2020年 | 大洋洲羽毛球男女子團體錦標賽 | 其他       | 男子團體 | －      | 冠軍   |

| 2007-2017年 | 首要超級賽 | 超級賽 | 黃金大獎賽 | 大獎賽 | 國際挑戰賽 | 國際系列賽 | 未來系列賽 | 其他 |

| 2018-2026年 | 總決賽 | 超級1000賽 | 超級750賽 | 超級500賽 | 超級300賽 | 超級100賽 | 國際挑戰賽 | 國際系列賽 | 未來系列賽 | 其他 |